# Cynthia Ettingerová
Cynthia Ettingerová (* USA) je americká herečka.

## Kariéra
Vystudovala Desert High School v Kalifornii.
Před kamerou se poprvé objevila už v roce 1989, a to konkrétně ve filmu Marťani, jděte domů. Poté tvořila především menší role, ale i ve slavnějších filmech či seriálech jako Mlčení jehňátek, Drtivý dopad, Lovec démonů nebo Třináctka.
Objevila se také v seriálech jako Dr. House, Zákon a pořádek, Pohotovost nebo Odložené případy, především si pak zahrála ve 24 epizodách seriálu Carnivale.

## Filmografie

### Filmy
- 1989 – Marťani, jděte domů
- 1990 – Brain dead
- 1991 – Mlčení jehňátek
- 1992 – Body Chemistry II: Voice of a Stranger
- 1995 – Drive Baby Drive
- 1998 – Traveling Companion, Drtivý dopad, The Effects of Magic
- 1999 – Honička na chlapa
- 2000 – Behind the Seams, Camera Obscura, Pošli to dál
- 2001 – Lovec démonů
- 2003 – Třináctka
- 2005 – If Love be Blind
- 2006 – Králové Ro(c)ku
- 2007 – Kněz je poděs

### Televizní filmy
- 1995 – Zoufalý a nebezpečný
- 2000 – Neodvolatelná mise

### Seriály
- 1991 – Show Jerryho Seinfelda, Reasonable Doubts
- 1994 – Superman, Pohotovost
- 1995 – Charlie Grace, Pointman
- 1999 – Dotek anděla
- 2000 – Advokáti, Felicity, Titus, Křižovatky medicíny, Providence
- 2001 – Smallville, Rodinné právo
- 2002 – The Court
- 2002–2003 – Gilmorova děvčata, Zákon a pořádek
- 2003–2005 – Carnivale
- 2004 – Larry, kroť se, Dragnet, Pohotovost
- 2005 – Dr. House, Beze stopy, Chirurgové
- 2006 – Deadwood
- 2007 – Odložené případy, Heartland

## Osobní život
Jejím manželem je moderátor a zpěvák Wally Kurth.